# 微小隕石

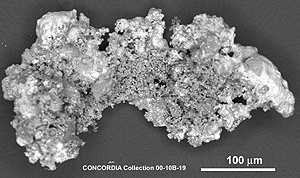
南極の雪から採取された流星塵。地球の大気に突入する前は微小隕石であった。

微小隕石（びしょういんせき Micrometeoroid）とは非常に小さな隕石をいう。宇宙空間に存在する岩石の小片で、重さは通常1グラム未満である。地球の大気を通過して地表に到達する過程で残った破片が流星塵である。

## 科学的関心
微小隕石とは非常に微細な岩石あるいは鉱物の欠片である。より大きな岩石や岩屑の塊が砕けて生じたもので、そうした岩塊はしばしば太陽系の誕生までさかのぼる。宇宙において微小隕石は極めてありふれた存在である。こういった微小な破片は宇宙風化作用を引き起こす主たる要因の1つである。月(あるいは水星や小惑星などといった無大気天体)の表面に衝突すると、それによって生じた溶融・蒸発でレゴリスが暗くなるなどの光学変化が引き起こされる。より正確に微小隕石の個数を把握するために、数多くの宇宙機（ルナ・オービター1号、ルナ3号、マルス1号、パイオニア5号など）に微小隕石検出器が搭載されている。
1957年、ハンス・ペーターソンは地球に落下する宇宙塵の直接観察を行った。同類の観測では最初期のものであり、1年に1430万トンと推定した。これが事実であればその塵を除去する浸食作用にも限りがあるため、月は非常に厚い層に覆われることとなってしまう。1961年にはアーサー・C・クラークが自身の小説『渇きの海』の中でこの可能性を広く知らしめた。これは月面上陸を試みる人々の間で懸念材料であった。そのため、この問題をより詳細に把握すべく新たな研究が相次いで行われた。こうした研究の中で、微小隕石の頻度（サーベイヤー計画）や月面の塵（人工衛星ペガサス計画）を直接計測するために設計された宇宙機も何機か打ち上げられた。その結果、頻度は初期の見積もりよりも大幅に少ない年間1～2万トンであることや、月面は比較的しっかりとした岩盤であることなどが判明した。
十分に小型の微小隕石の場合であれば地球の大気へ突入する時にさほど熱を帯びることはない。そういった高空飛行機の破片の収集が始まったのは1970年代であり、それから成層圏で集められた惑星間塵（起源が地球外であると確認されるまでブラウンリー粒子と呼ばれた）のサンプルは地球上の研究機関で研究に利用できる重要な要素となった。

## 宇宙機運用への影響
流星塵は宇宙開発を行う上で重大な脅威である。軌道周回状態の宇宙機との相対速度は秒速10キロメートル（すなわち時速2万2500キロメートル）であり、微小隕石の衝撃への耐久性は宇宙機と宇宙服の設計者に課せられた設計上の大きな難題である（宇宙環境保護層を参照）。微小隕石は小型であるため生じる損傷にも限りはあるものの、高速の衝撃により宇宙機の外部ケーシングは砂嵐に遭ったかのように絶えず損傷してゆく。これに長期間さらされると宇宙機システムの機能に異常を来す危険性がある。
秒速10キロメートルの極めて高速な微小物体による衝撃は現在、終末弾道学の研究範囲である（こうした速度まで物体を加速させるのは困難である。現在の技術にはレールガンや成形炸薬がある）。人工衛星のような、宇宙空間に長くとどまる物体にとってはリスクが特に高い。テザー推進、軌道エレベータ、軌道飛行船などの低コスト推進法を考案する上でも重大な機械工学的難題となっている。